# Orobanche leptantha
Orobanche leptantha är en snyltrotsväxtart som beskrevs av Auguste Nicolas Pomel. Orobanche leptantha ingår i släktet snyltrötter, och familjen snyltrotsväxter. Inga underarter finns listade i Catalogue of Life.